# رونالد گریگور سانی
رونالد سانی (ارمنی: Ռոնալդ Գրիգոր Սյունի؛ انگلیسی: Ronald Grigor Suny) متولد ۲۵ سپتامبر ۱۹۴۰، استاد تاریخ سیاسی و اجتماعی در دانشگاه میشیگان است. وی نویسنده نیز می‌باشد و در سال ۲۰۱۵ کتابی به نام «در بیابان می‌توانند زندگی کنند اما جای دیگری نه؛ تاریخ نسل‌کشی ارمنی‌ها» منتشر کرده است.